# Christian Dumont
Christian Dumont (Esneux, 2 de febrer de 1956) va ser un ciclista belga, que fou professional entre 1978 i 1981. La seva principal victòria fou la general a la Volta a la província de Lieja.

## Palmarès
- 1977
  - 1r a la Volta a la província de Lieja
  - 1r a la Romsée-Stavelot-Romsée
  - Vencedor d'una etapa del Tríptic de les Ardenes
- 1980
  - 1r a Budingen

### Resultats al Tour de França
- 1979. Abandona (2a etapa)